# Міша Дефонсека

Міша́ Дефонсе́ка (англ. Misha Defonseca справжнє ім'я Монік Леві, уроджена Монік Де Ваель *12 травня 1937, Еттербек) — бельгійська письменниця, автор літературної містифікації про Голокост «Серед вовків» (в англійському варіанті «Surviving with Wolves» та «Misha, a Memoir of the Holocaust Years» — «Міша, мемуари часів голокосту»), де вона розповідає про долю єврейської дівчинки під час Другої світової війни в Європі, яка від переслідування нацистів ховається в лісах після смерті її батьків. Книгу перекладено 18-а мовами світу, за нею у Франції у 2007 році поставлено не менш популярний фільм «Survivre avec les loups» .
Народилась 12 травня 1937 року в передмісті Брюсселя Еттербек. Її батьки Роберт і Джозефін де Ваель були учасниками Руху Опору в роки окупації Бельгії. Після арешту, батько дав згоду на співробітництво з гестапо і після звільнення, родина переїхала до Німеччини.
Деякий час мешкала в Парижі. У 1988 році разом зі своїм чоловіком Морісом Леві переїхала до США. Оселилась в містечку Мілліс, штат Масачусетс. Кілька років була безробітною. В цей час почала писати оповідання про пригоди маленької дівчинки в роки Другої світової війни. У 1997 році вийшла друком книга спогадів під назвою «Міша, мемуари часів голокосту».
Згідно з розповіддю, Міша — маленька єврейська дівчинка, яка жила з мамою і татом у маленькій квартирі в Бельгії. Коли їй було 7 років сім'ю забрали нацисти: щоб зберегти їй життя, Мішу ховала інша сім'я й дала їй нове ім'я. Нудьгуючи за своїми батькам, дівчинка втекла щоб їх розшукати. За 4 роки, дотримуючись вказівок маленького компасу, вона обійшла пішки всю Європу, пристосовуючись до голоду, холоду і смертей, які оточували її. Нарешті, загалом пройшовши воюючою Європою 3000 кілометрів, вона знайшла притулок у вовків — і жила з ними на рівних. У книзі розповідається про те, як вона потрапила у Варшавське гетто та зарізала німецького солдата, побачивши як той зґвалтував і застрелив молоду дівчину.
Однак у ході суперечки про гонорари із черговим видавцем, у якого вона хотіла відсудити 22 мільйона доларів, з'ясувалося, що все, написане в книзі було вигадкою. Дефонсека, чиє справжнє ім'я Монік Де Ваель, взагалі не є єврейкою.
Потім, після того, як її впізнали люди, що знали її в той час у Бельгії, Дефонсека особисто зізналася, що все вигадала. .